# Impromptu (Roussel)
Pour les articles homonymes, voir Impromptu.
Impromptu, op. 21, est une pièce pour harpe d'Albert Roussel composée en 1919.

## Présentation
Après une décennie au cours de laquelle Albert Roussel se consacre principalement à l'orchestre et à la scène (Évocations, Le Festin de l'araignée, Padmâvatî), le compositeur renoue en 1919 avec la musique de chambre par le truchement d'un Impromptu pour harpe dédié à Lily Laskine.
La pièce est créée chez Mlle Goupil à Paris par la dédicataire, le 6 avril 1919, et donnée en première audition en concert public à la Société musicale indépendante, salle Gaveau, le 14 décembre 1919, toujours par Lily Laskine.
La partition est publiée la même année par Durand.
Cet impromptu porte le numéro d'opus 21 et, dans le catalogue des œuvres du compositeur établi par la musicologue Nicole Labelle, le numéro L 23.

## Analyse
L’œuvre, pour Harry Halbreich, « en son charme insidieux et orientalisant », évoque le souvenir d'un voyage aux Indes du compositeur : 

« Ainsi, le thème initial de ce morceau construit en forme sonate sans développement (précédée d'une introduction) se base sur un mode hindou (mineur harmonique avec quarte haussée), qui lui donne le caractère de quelque danse exotique, contrastant avec le Cantabile de l'idée secondaire. »

La durée moyenne d'exécution de l'Impromptu est de six minutes trente environ.

## Discographie
- Albert Roussel Edition, CD 1, Lily Laskine (harpe), Erato 0190295489168, 2019[4].
- Albert Roussel Complete Chamber Music (3 CD), par Erika Waardenburg (harpe), CD 2, Brilliant Classics 8413, 2006.